# Dystrofia Emery’ego-Dreifussa
Dystrofia Emery’ego-Dreifussa (ang. Emery-Dreifuss muscular dystrophy) – choroba genetyczna z grupy dystrofii mięśniowych. Może być spowodowana mutacją w genie EMD lub LMNA. Chorobę opisali Alan Emery i Fritz E. Dreifuss.